# Deportivo Armenio
Club Deportivo Armenio jest argentyńskim klubem piłkarskim z siedzibą w Buenos Aires.

## Osiągnięcia
- Mistrz drugiej ligi argentyńskiej (Primera B Nacional Argentina): 1986/87

## Historia
Klub został założony w roku 1962 pod nazwą Club Armenio de Fútbol przez członków ormiańskiej społeczności w Argentynie. Później klub zmienił nazwę na Club Deportivo Armenio i dwa lata później przystąpił do rozgrywek organizowanych przez argentyński związek piłkarski AFA.
Do dziś szczytowym osiągnięciem klubu było 13. miejsce w pierwszej lidze w sezonie 1987/88. Jednak w następnym sezonie klub spadł do drugiej ligi. Największym zwycięstwem w historii klubu było pokonanie słynnego River Plate 2:0 w pamiętnym dla klubu sezonie 1987/88. Obecnie klub występuje w trzeciej lidze argentyńskiej Primera B Metropolitana.

## Barwy
Na początku barwy klubu były czarno-białe. Później zmienione zostały na zielono-białe paski. W końcu przyjęto kolory czerwony, pomarańczowy i niebieski wywodzące się od flagi państwowej Armenii.